# Orlická tabule
Orlická tabule je geomorfologický celek v severovýchodní části Východočeské tabule. Leží v Královéhradeckém kraji (okresy Trutnov, Náchod, Hradec Králové a Rychnov nad Kněžnou) a v Pardubickém kraji (okresy Pardubice a Ústí nad Orlicí).

## Poloha a sídla

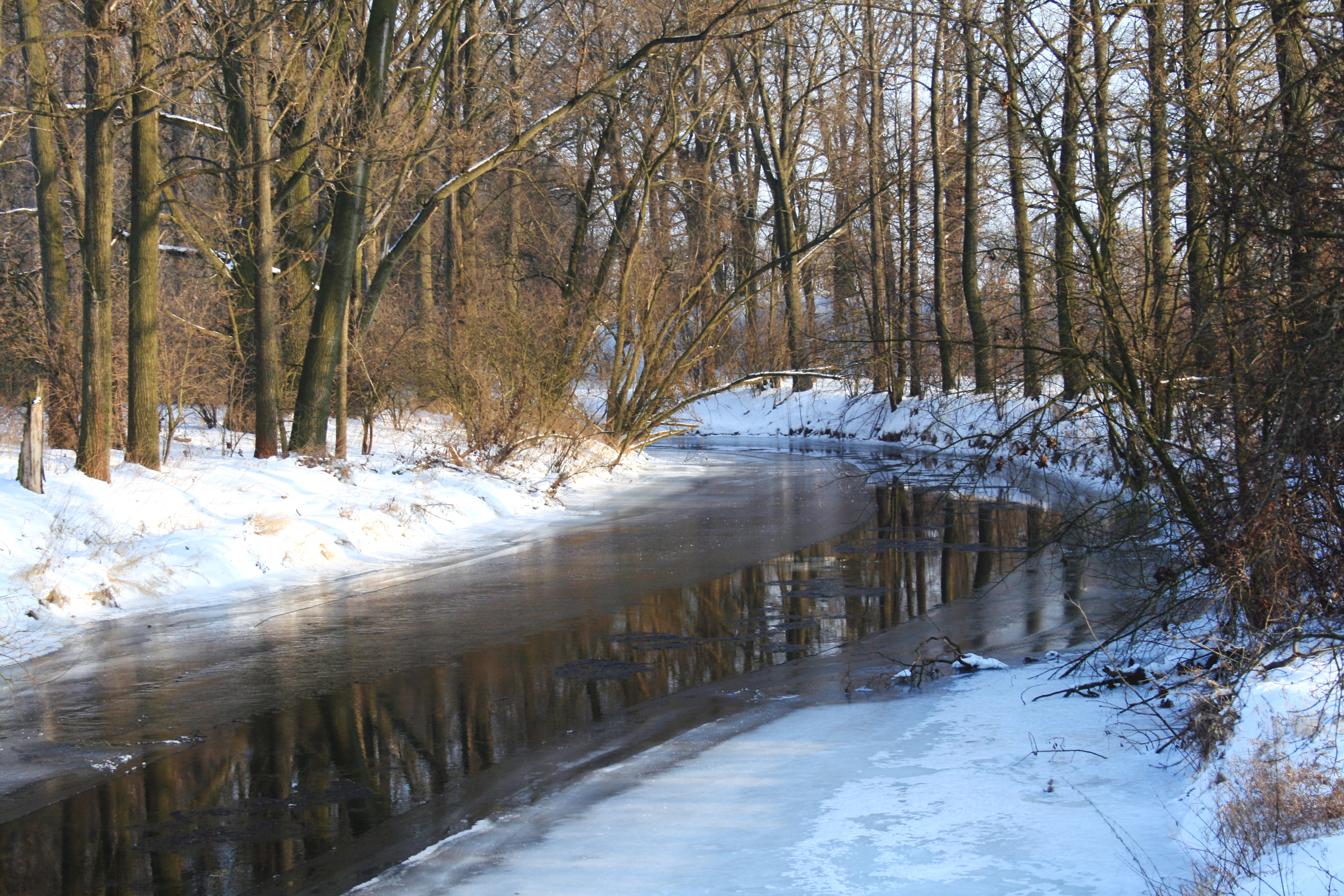
Řeka Úpa u Jaroměře

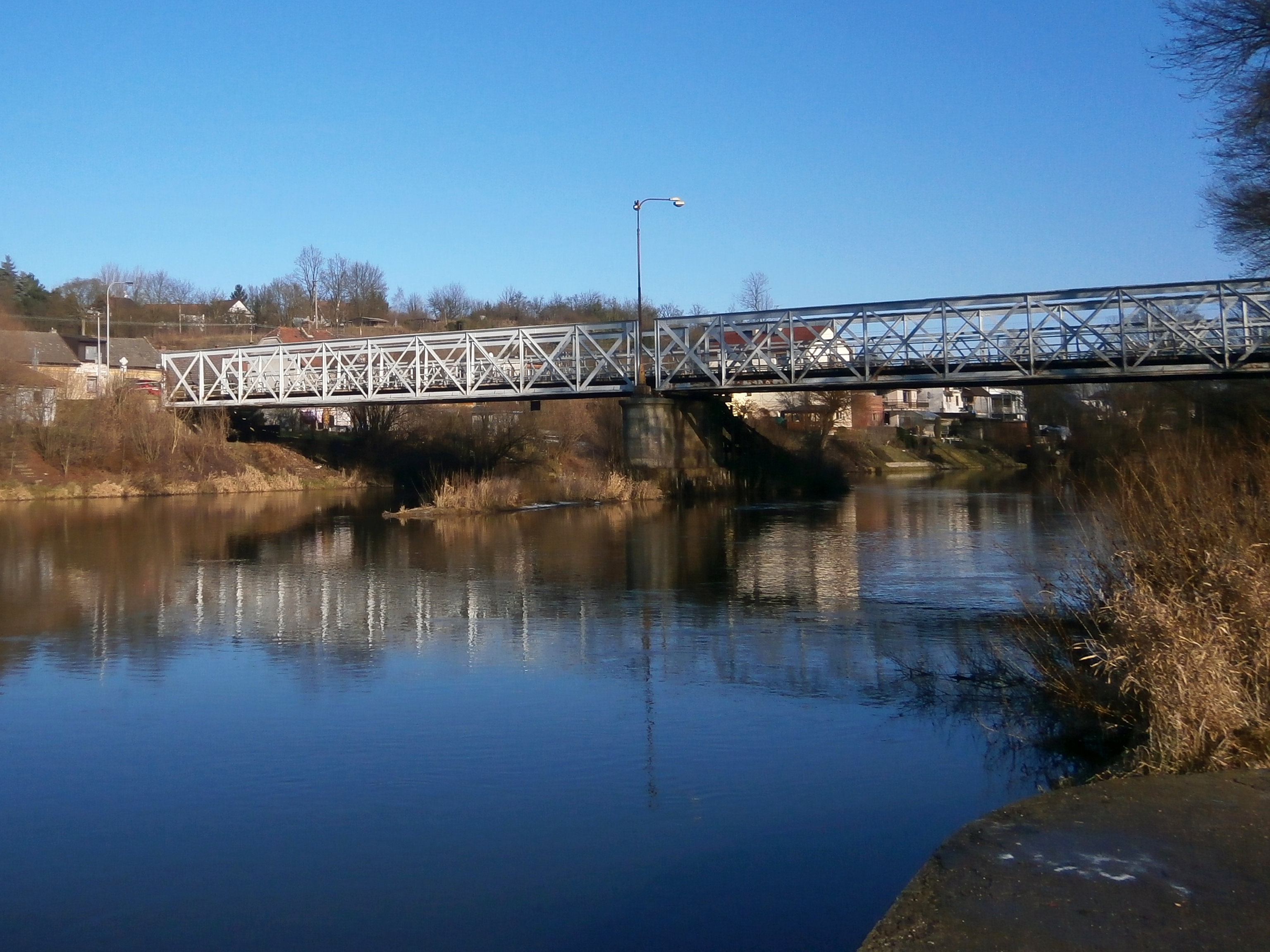
Orlice mezi Svinarami a Svinárkami

Území celku se rozkládá zhruba mezi sídly Dvůr Králové nad Labem (na severozápadě), Náchod (na severovýchodě), Žamberk (na východě), Vysoké Mýto (na jihu), Holice (na jihozápadě) a Opatovice nad Labem (na západě). Uvnitř celku leží města Choceň, Dobruška, Kostelec nad Orlicí, Týniště nad Orlicí, Třebechovice pod Orebem, Česká Skalice, částečně krajské město Hradec Králové a okresní město Rychnov nad Kněžnou, dále města Nové Město nad Metují a Jaroměř.

## Charakter území
Je to plochá pahorkatina převážně v povodí Orlice, Úpy a Metuje, ležící na slínovcích, jílovcích a spongilitech svrchní křídy, s pleistocenními říčními a eolickými (větrnými) sedimenty. Je zde slabě rozčleněný akumulační, erozně akumulační a erozně denudační povrch pleistocenních říčních teras a údolních niv Úpy, Metuje, Orlice a přítoků, strukturně denudačních plošin a plochých hřbetů v oblasti křídových antiklinál a synklinál.

## Geomorfologické členění
Celek Orlická tabule (dle značení Jaromíra Demka VIC–2) se geomorfologicky člení na dva podcelky: Úpsko-metujská tabule (VIC–2A) na severu a Třebechovická tabule (VIC–2B) na jihu.
Tabule sousedí s celky Východolabská tabule na západě, Svitavská pahorkatina na jihu, Jičínská pahorkatina a Krkonošské podhůří na severu a Podorlická pahorkatina na východě.
Kompletní geomorfologické členění Orlické tabule uvádí následující tabulka:
| Geomorfologické členění Orlické tabule                                 | Geomorfologické členění Orlické tabule | Geomorfologické členění Orlické tabule | Geomorfologické členění Orlické tabule | Geomorfologické členění Orlické tabule | Geomorfologické členění Orlické tabule |
| ---------------------------------------------------------------------- | -------------------------------------- | -------------------------------------- | -------------------------------------- | -------------------------------------- | -------------------------------------- |
| ČESKÁ VYSOČINA • Česká tabule • Východočeská tabule                    |                                        |                                        |                                        |                                        |                                        |
| ÚPSKO-METUJSKÁ TABULE                                                  | Českoskalická plošina                  |                                        |                                        |                                        |                                        |
| ÚPSKO-METUJSKÁ TABULE                                                  | Úpská niva                             |                                        |                                        |                                        |                                        |
| ÚPSKO-METUJSKÁ TABULE                                                  | Rychnovecká tabule                     |                                        |                                        |                                        |                                        |
| ÚPSKO-METUJSKÁ TABULE                                                  | Novoměstská tabule                     |                                        |                                        |                                        |                                        |
| ÚPSKO-METUJSKÁ TABULE                                                  | Metujská niva                          |                                        |                                        |                                        |                                        |
| ÚPSKO-METUJSKÁ TABULE                                                  | Bohuslavická tabule                    |                                        |                                        |                                        |                                        |
| TŘEBECHOVICKÁ TABULE                                                   | Opočenský hřbet                        | U rozhledny (454 m)                    |                                        |                                        |                                        |
| TŘEBECHOVICKÁ TABULE                                                   | Rychnovský úval                        |                                        |                                        |                                        |                                        |
| TŘEBECHOVICKÁ TABULE                                                   | Českomeziříčská kotlina                |                                        |                                        |                                        |                                        |
| TŘEBECHOVICKÁ TABULE                                                   | Černilovská tabule                     |                                        |                                        |                                        |                                        |
| TŘEBECHOVICKÁ TABULE                                                   | Brodecká plošina                       |                                        |                                        |                                        |                                        |
| TŘEBECHOVICKÁ TABULE                                                   | Vysokochvojenská plošina               |                                        |                                        |                                        |                                        |
| TŘEBECHOVICKÁ TABULE                                                   | Bědovická plošina                      |                                        |                                        |                                        |                                        |
| TŘEBECHOVICKÁ TABULE                                                   | Orlické nivy                           |                                        |                                        |                                        |                                        |
| PROVINCIE • Subprovincie • Oblast / Celek / PODCELEK • Okrsek • Vrchol |                                        |                                        |                                        |                                        |                                        |

## Nejvyšší vrcholy

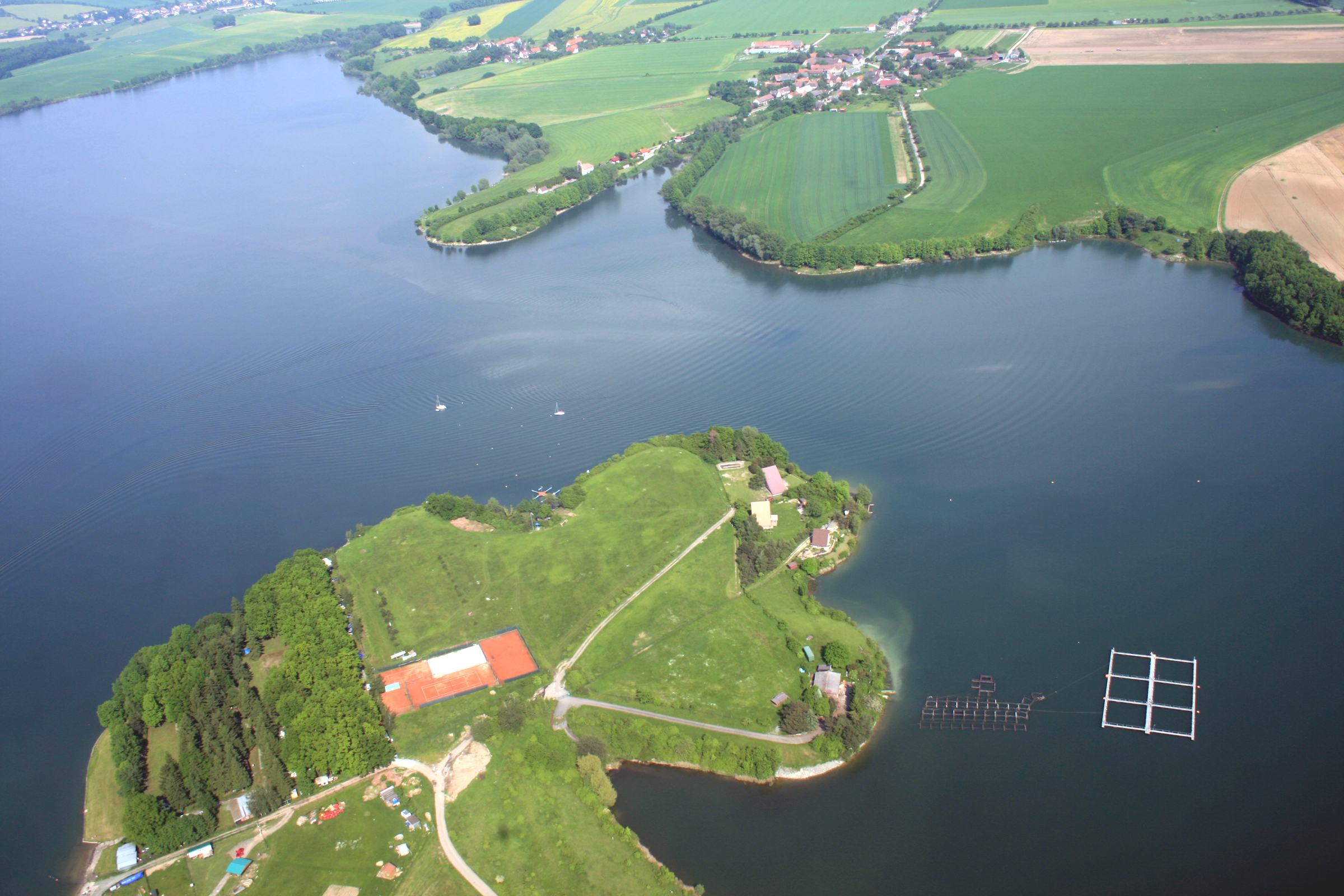
Letecký pohled na část přehrady Rozkoš

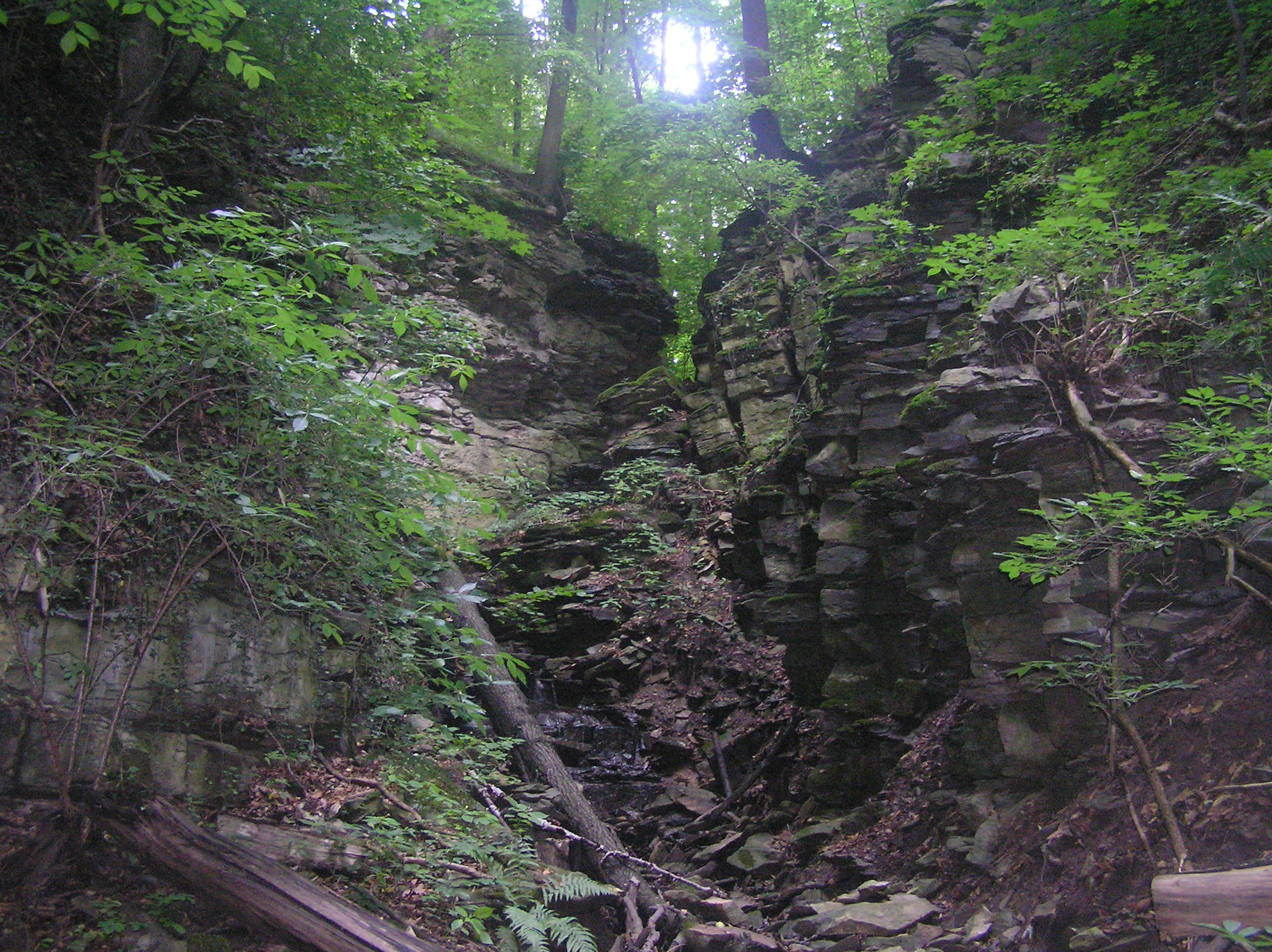
Přírodní rezervace Hemže-Mýtkov

Nejvyšším bodem Orlické tabule je U rozhledny (454 m n. m.).
V tabulce jsou uvedeny vrcholy s výškou nad 300 m n. m.
| název vrcholu   | výška (m n. m.) | podřazená jednotka    |
| --------------- | --------------- | --------------------- |
| U rozhledny     | 454             | Třebechovická tabule  |
| Osičina         | 416             | Třebechovická tabule  |
| Dubinka         | 362             | Třebechovická tabule  |
| Chlum           | 359             | Třebechovická tabule  |
| Za Humny        | 355             | Úpsko-metujská tabule |
| Starč           | 355             | Úpsko-metujská tabule |
| Chlum           | 354             | Třebechovická tabule  |
| Čertův dub      | 352             | Třebechovická tabule  |
| Červená vrata   | 347             | Třebechovická tabule  |
| Chlum           | 343             | Třebechovická tabule  |
| Vinice          | 340             | Úpsko-metujská tabule |
| Na Hradcích     | 335             | Třebechovická tabule  |
| Na Příčnici     | 332             | Úpsko-metujská tabule |
| Králíčkův kopec | 330             | Úpsko-metujská tabule |
| Horka           | 324             | Úpsko-metujská tabule |
| Vysoký Újezd    | 321             | Třebechovická tabule  |
| Lohová          | 311             | Třebechovická tabule  |
| Turek           | 309             | Třebechovická tabule  |
| Štěpnice        | 309             | Úpsko-metujská tabule |